# District de Châu Thành (Tiền Giang)
Châu Thành est un district de la province de Tiền Giang dans la delta du Mékong au sud du Viêt Nam. 

## Historique
La Bataille d'Ấp Bắc le 2 janvier 1963 vit la première victoire majeure du Viet Cong contre les troupes régulières du Viêt Nam du Sud, soutenues par les États-Unis.

## Géographie
La superficie de Châu Thành est de 256 km². 
Le chef lieu du district est Tân Hiệp.